# Shadburne Brothers Company
Shadburne Brothers Company war ein US-amerikanischer Hersteller von Automobilen. Eine andere Quelle gibt nur Shadburne Brothers an.

## Unternehmensgeschichte
Wade H. Shadburne verkaufte ab 1908 in Chicago Autos von Brush, Oakland und Velie. 1915 kam sein Bruder Leonard Shadburne und der Vertrieb von Moon dazu.
1917 kündigten sie an, die Dixie Motor Car Company, die Bour-Davis Motor Car Company und eine Fabrik in Frankfort in Indiana kaufen zu wollen. Sie beabsichtigten, Fahrzeuge unter den eingeführten Marken Dixie und Bour-Davis sowie der Eigenmarke Shad-Wyck zu vermarkten. Der Kauf von Dixie scheiterte. Tatsächlich wurden in Frankfort etwa 25 Fahrzeuge der Marke Bour-Davis gefertigt. Dazu gab es ungefähr 25 Mitarbeiter. Im Februar 1918 wurde die Fabrik geschlossen und das Unternehmen daraufhin aufgelöst.

## Shad-Wyck
Shad-Wyck klang so ähnlich wie Chadwick, einer damals bekannten Automarke der Chadwick Engineering Works. Ob die Brüder diesen Namen deshalb wählten, ist aber nicht überliefert.
Die Eigenmarke blieb ein Traum der Brüder. Es entstand nicht einmal ein Prototyp. Der Konstrukteur Sam Hunsiker fertigte nur ein Modell aus Holz von etwa 90 cm Länge.
In einer Anzeige von Juli 1917 für den Shad-Wyck 6 De Luxe ist ein originaler Roamer ohne Retusche abgebildet.
Geplant war ein Sechszylinder-Reihenmotor von der Continental Motors Company. Er hatte 88,9 mm Bohrung, 133,35 mm Hub und 4966 cm³ Hubraum. Als Leistung sind 67 PS überliefert. Standard waren Frontmotor, Wasserkühlung und Hinterradantrieb. Das Fahrgestell sollte 325 cm Radstand haben. Als Aufbauten waren Tourenwagen mit vier und fünf Sitzen vorgesehen.